# Sindangkarya (Anyar)
Sindangkarya is een bestuurslaag in het regentschap Serang van de provincie Banten, Indonesië. Sindangkarya telt 3306 inwoners (volkstelling 2010).